# Eupithecia alliaria
Eupithecia alliaria là một loài bướm đêm trong họ Geometridae.